# Ralco-Talsperre
Die Ralco-Talsperre ist die zweite Talsperre am Río Bío Bío in Chile nach der Talsperre Pangue. Sie wurde von 1998 bis 2002 südöstlich von Los Ángeles (Chile) in der Región del Bío-Bío gebaut. Sie ist im Besitz der Empresa Nacional de Electricidad S.A. Chile (ENDESA) und wird auch von ENDESA betrieben.

## Absperrbauwerk
Die Staumauer wurde aus walzverdichtetem Beton (RCC) als Gewichtsstaumauer hergestellt und ist 155 m hoch. Die Baukosten betrugen 568 Mio. US-Dollar.

## Stausee
Der Stausee wurde ab dem 22. April 2004 geflutet. Er ist 34 Quadratkilometer groß und fasst 1,222 Mrd. Kubikmeter Wasser.

## Kraftwerk
Das Kraftwerk Ralco ist mit einer installierten Leistung von 690 MW das größte Wasserkraftwerk in Chile (Stand April 2015). Die durchschnittliche Jahreserzeugung liegt bei 1,918 Mrd. kWh.
Die 2 Maschinen des Kraftwerks wurden im September 2004 in Betrieb genommen. Sie befinden sich in einem unterirdischen Maschinenhaus. Die Francis-Turbinen und die Generatoren wurden von Alstom geliefert. Die Turbinen leisten 300 bzw. 390 MW. Die Generatoren haben eine Nennspannung von 13,8 kV. In der Schaltanlage wird die Generatorspannung von 13,8 kV mittels Leistungstransformatoren auf 230 kV hochgespannt.
Die maximale Fallhöhe beträgt 200 m. Der maximale Durchfluss liegt insgesamt 450 m³/s.

## Widerstand gegen das Projekt
Die Talsperre wurde gegen erheblichen Widerstand der örtlichen indianischen Bevölkerung gebaut. Für die Flutung des Stausees mussten Angehörige der indigenen Völker der Mapuche und Pehuenchen aus ihren Siedlungsgebieten umgesiedelt werden.
Im Jahr 2000 wurden die Aktivistinnen Berta und Nicolasa Quintréman Calpán von der Heinrich-Böll-Stiftung für ihr Engagement gegen die Talsperre mit dem Petra-Kelly-Preis ausgezeichnet.